# Cladocopina
Cladocopina – podrząd skorupiaków z gromady małżoraczków i rzędu Halocyprida.
Przedstawiciele podrzędu mają dobrze rozwinięte obie pary czułek, które pełnią u nich funkcję pływną. Cechuje je okrągły lub prawie owalny karapaks i brak serca. Odnóża tułowiowe nie występują.
Małżoraczki te zasiedlają wody morskie, gdzie wchodzą w skład psammonu.
Znanych jest ponad 120 współczesnych gatunków, klasyfikowanych w jednej rodzinie i nadrodzinie:
- nadrodzina: Polycopoidea Sars, 1865
  - rodzina: Polycopidae Sars, 1865